# Daniel Agger
Daniel Munthe Agger (født 12. december 1984 i Hvidovre) er en dansk tidligere professionel fodboldspiller og nuværende fodboldtræner. Han er midlertidig assistenttræner for det danske landshold.
Som spiller optrådte Agger i det centrale forsvar for den danske Superligaklub Brøndby IF og for den engelske klub Liverpool F.C.. Han spillede også 75 kampe, heraf flere som anfører, for det danske landshold. 
Han indledte sin professionelle karriere i Brøndby IF i juli 2004 og vandt med holdet det danske mesterskab i 2005. Han fik sin landsholdsdebut i 2005 og blev hurtigt en fast mand i midterforsvaret, blandt andet i truppen til VM-slutrunden i 2010. I 2006 fik han kontrakt med Liverpool F.C., og her blev han snart en vigtig og populær spiller.
Efter en periode uden særlig megen spilletid skiftede Agger tilbage til Brøndby IF fra Liverpool F.C. i august 2014 i en transfer, der blev beskrevet som den på den tid største i Superligaens historie. 
31. marts 2021 blev det offentliggjort, at han fra sommeren 2021 var valgt som cheftræner i 1. divisionsklubben HB Køge. I august 2024 blev han assistent for den midlertidige træner for det danske landshold, Morten Wieghorst.

## Karriere

### Brøndby IF
Daniel Agger forlod sin barndomsklub Rosenhøj Boldklub som 12-årig for at spille for superligaholdet Brøndbys ungdomshold. I juli 2004 rykkede han fra U-truppen til førsteholdet for at erstatte den svenske landholdsforsvarer Andreas Jakobsson, som forlod klubben. Daniel Agger etablerede sig hurtigt som fast mand og en af de bærende kræfter på holdet, der blev dansk mester i 2005. Trods sin unge alder spillede han stabilt i midtforsvaret sammen med Brøndbys kaptajn Per Nielsen, og efter forårssæsonen i 2004 blev han kåret som Årets Talent af Spillerforeningen.
I september 2005 var daværende Bayern træner Felix Magath, i Parken for at kigge på Agger. Senere i september måned pådrog Agger sig en slem ledbåndsskade, som holdt ham ude i 10-12 uger.
DBU kårede i 2006 Daniel Agger til "Årets Fund 2005".

### Liverpool F.C.
Agger blev i lang tid sat i forbindelse med et skifte til en større klub, og i transfervinduet i januar 2006 skiftede han fra Brøndby til Liverpool F.C., de forsvarende UEFA Champions League-mestre. Her underskrev han en 4½-årig kontrakt med klubben. En kontrakt, der lød på 63 millioner kroner, hvilket gjorde ham til den dyreste fodboldspiller, der nogensinde er blevet solgt fra en dansk klub, og samtidig blev han den dyreste forsvarsspiller, Liverpool nogensinde har købt. Hans første halve sæson i Liverpool blev ingen succes, eftersom skader holdt ham nede på 4 førsteholdskampe i foråret 2006.
Agger spillede sin første kamp for Liverpool, da Liverpools reserver vandt 1-0 over Wolverhamptons reserver. Agger startede på bænken og blev skiftet ind fra starten af anden halvleg i stedet for Djimi Traore.
Den 1. februar 2006 fik Agger sin officielle debut for Liverpool samt sin Premier League debut, da Agger startede inde i 1-1 opgøret imod Birmingham City.
Agger viste stort potentiale helt fra starten af, og i Liverpools 3-1 sejr imod Newcastle United, blev Agger Man of the match.
I indledningen til den engelske 2006/07-fodboldsæson spillede Agger hele kampen, da Liverpool vandt Charity Shield-cuppen. Idet han efterhånden tilpassede sig den engelske spillemåde, etablerede han sig som en fast mand på Liverpools førstehold i konkurrence med Liverpools engelske vice-anfører Jamie Carragher og den tidligere finske landsholdskaptajn Sami Hyypiä om en af de to startpladser i midterforsvaret. Agger endte med at etablere sig som Carraghers faste makker i midterforsvaret, hvorved Hyypiä blev degraderet til indskiftningsspiller.
Agger scorede sit første mål for Liverpool den 26. august 2006, da holdet vandt 2-1 over West Ham. Agger fik plads til at løbe mod målet, og scorede 32 meter udefra. Liverpools træner Rafa Benitez udtalte, at han ikke var overrasket, da han havde ofte havde set Agger score lignende mål under træningen. Målet blev kåret til månedens mål i august af BBC. Den 4. oktober 2006 fik han den engelske spillerforenings fan-pris for sit solide spil i september.
Agger har siden scoret flere mål, og et af de mest betydningsfulde kom, da han sendte bolden i nettet efter en frisparkskombination med Steven Gerrard i Champions League-semifinalen mod Chelsea den 1. maj 2007 og derved blev matchvinder i 1-0-sejren. Dette udlignede Chelseas føring fra første kamp, og semifinalen endte med, at Liverpool gik i finalen efter straffesparkskonkurrence. Agger spillede med i finalen, der endte med nederlag for Liverpool på 1-2.
Siden Agger var skiftet til Liverpool, havde han ifølge fodbold-eksperter imponeret særdeles. Det resulterede i, at store klubber som Real Madrid samt FC Barcelona var på jagt efter Agger. Andre klubber var også ude efter Agger, men både Agger og klubben ville gerne forlænge hans kontrakt.
I 2007 nominerede Liverpools tilhængere Daniel Aggers langskudsmål til sæsonens bedste mål.
I begyndelsen af den følgende sæson fik Agger et brud i mellemfoden, der gav komplikationer, så det endte med, at han ikke spillede klubkampe i resten af sæsonen. Derfor var det næsten som at starte forfra for ham, da han igen kom på banen i sommeren 2008. Den lange skadespause havde dog sat ham lidt ned på den interne rangliste i klubben, og han kom til at sidde på udskiftningsbænken i mange kampe, indtil Martin Škrtel blev skadet, hvorefter han kom til at spille en hel del resten af sæsonen.
I maj 2009 forlængede han kontrakten med Liverpool, så den løber til 2014. Han døjede dog fortsat med en skade i hælen, der holdt ham ude i de første måneder af 2009/10-sæsonen i Premier League. Han spillede en del kampe i den sæson og rundede i februar 2010 sin kamp nummer 100 for Liverpool. Blandt andet scorede han et vigtigt mål mod Benfica i Europa League, hvilket var med til at få Liverpool i semifinalen.
I august 2009 blev det bekræftet, at Agger skulle gennemgå en operation i ryggen, eftersom han i en lang periode havde døjet med smerter i ryggen. Dermed missede han nogle VM-kvalifikationskampe. Faktisk var skaden så slem, at Agger på et tidspunkt overvejede at indstille karrieren. Daniel Aggers uheldige efterår fortsatte, hvor han imod Manchester City blev ramt i ansigtet af Manchester Citys Kolo Toure. Skaden kostede fem sting. Grundet et hav af skader, blev Agger i 2011 rygtet til flere udenlandske klubber rundt omkring i Europa. Agger afviste alle rygter, og blev i Liverpool. Skaderne blev ved med at vælte over Agger, og i april 2011 kunne lægestaben i Liverpool konstatere, at vi ikke ville få Agger at se på banen resten af sæsonen, da han havde et problem med senen bag det ene knæ.
FC Barcelona lurede efter en erstatning for Carles Puyol, og i flere omgange var Agger af den grund rygtet til den catalanske storklub. Agger fastlog hurtigt, at han helst ikke ønskede at spille for andre klubber end Liverpool.
I oktober 2012 underskrev Agger en ny kontrakt med Liverpool. Kontrakten gjaldt til 2016. Landsholdsanføreren blev i 2012 kåret til "årets danske fodboldspiller 2011" ved DBU's hædersceremoni. For anden gang i træk, blev Agger kåret til "årets danske fodboldspiller", denne gang for 2012.
I august 2013 meddelte Liverpool, at Agger var blevet klubbens nye viceanfører.
Agger skiftede fra Liverpool til Brøndby i 2014, grundet manglende spilletid.

### Retur til Brøndby IF
Den 30. august 2014 bekræftede Liverpool, at Agger skiftede tilbage til sin gamle klub, Brøndby IF, på en 2-årig aftale for en ukendt transfersum. Agger stoppede karrieren i Brøndby efter to sæsoner, i 2016, grundet for mange skader i løbet af hans aktive karriere.

### Landsholdskarriere
Efter den succesrige superligasæson i 2004/05 blev Agger udtaget til landsholdets venskabskamp mod Finland den 2. juni 2005, som Danmark vandt 1-0 med Agger på banen i hele kampen. Agger så den efterfølgende kamp fra bænken, før han igen spillede hele kampen i 4-1-sejren over England den 17. august 2005 ved siden af Per Nielsen, hvor han voldte de engelske angribere, især Wayne Rooney, store problemer. Det blev til yderligere et par landskampe, inden en skade i september 2005 tvang ham til at holde pause resten af 2005. Kun 20 år gammel blev Agger kåret som "Årets Talent" på tværs af alle sportsgrene den 6. december 2005.
Agger var dog fortsat U/21-landsholdsspiller. Han spillede ti kampe og scorede tre mål for det danske U/21-landshold, og han blev udtaget til at spille U/21-EM i maj 2006. Siden dette spillede han udelukkende på A-landsholdet, hvor han snart skulle etablere sig som fast mand i midterforsvaret. Han scorede 12 mål på landsholdet og blev i 2010 udtaget som et sikkert kort til VM-slutrunden og EM-slutrunden i 2012. Han stoppede på landsholdet i 2016, i forbindelse med sit karrierestop, efter 75 kampe for Danmark.

## Personligt liv
Daniel Agger blev gift i maj 2010 med Sofie Dyhre Nielsen. Sammen har parret sønnen Jamie fra maj 2009 og sønnen Mason fra november 2012. Han er fætter til Nicolai Agger, der ligeledes spillede for Brøndby. 
Han købte i 2007 to restauranter i Liverpool, men afhændede dem igen to år senere. Han ejer sammen med sin onkel Center Pub i Hvidovre.
Daniel Agger har på sine højre hånd tatoveret på fire af fingrene "YNWA", som er Liverpools motto, og står for: "You'll never walk alone."
Daniel Agger gik i 2013 også ind i kloakbranchen, med firmaet KloAgger.

### Tyveri
Mens Daniel Agger i september 2006 var i Danmark for at træne med landsholdet i forbindelse med kampene mod Island og Portugal, brød tyve ind i danskerens lejlighed i Liverpool. Adskillige fladskærms-TV og Aggers to biler blev stjålet.

## Hæder
- 2004: Årets talent i Superligaen
- 2005: Årets talent i Superligaen
- 2006: Septembers bedste spiller i Premier League (Fans' Player of the Month)
- 2006: Årets sportstalent Danmark
- 2007: Årets fodboldspiller, kåret af Spillerforeningen
- 2007: Nomineret til Årets Spiller af DBU og TV2 (Dennis Rommedahl vandt denne titel)
- 2012: Årets fodboldspiller, kåret ved Dansk Fodbold Award.

## Titler
- DM i fodbold 2004/05 med Brøndby IF
- DBU Pokalen 2004/05 med Brøndby IF
- Community Shield 2006 med Liverpool F.C.
- Carling Cup 2011/12 med Liverpool F.C.
- FA Cup 2006 med Liverpool F.C.